# Трон Михаила Фёдоровича

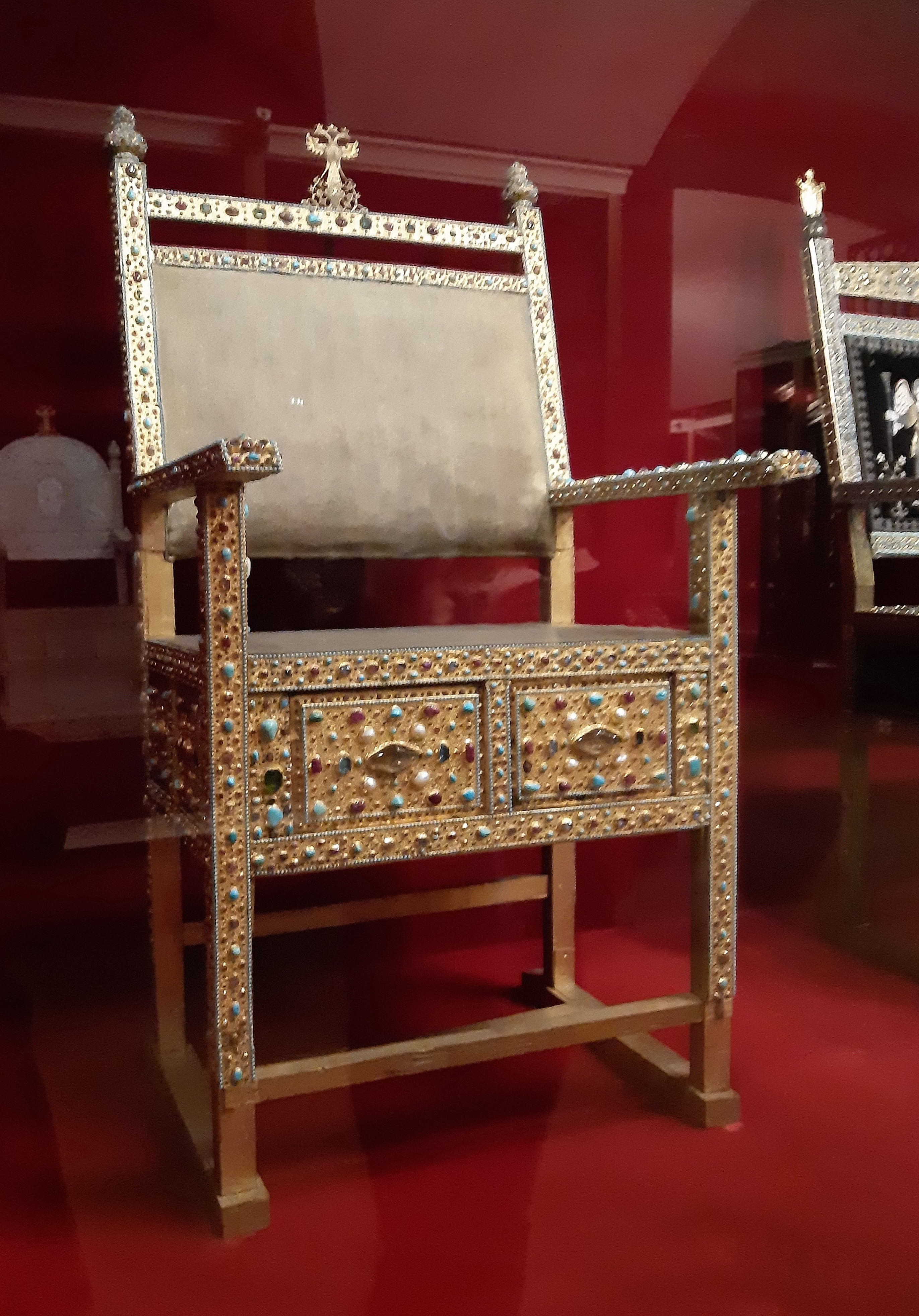
Трон царя Михаила Фёдоровича

Так называемый «Трон Михаила Фёдоровича» — трон, который хранится в собрании Оружейной палаты Московского кремля.

## История
Трон впервые упоминается в архивах Оружейной Палаты около 1640 года как вещь ещё царя Ивана IV Васильевича.
Место Царское обложены золотом с камнем с большим и малым и с искрами и с жемчуги большими; на нем влагалище суконное, сверху багрец, а снизу на страфиль червлен; у влагалища по краем снурок шолков червлен; из места из пяти гнезд каменье большие выняты и заверчены в бумашку и привязаны к тому месту; а сказал дьяк Гаврила Облезов, что то каменья вынеты по Государеву имянному приказу для осмотра Государю
По словам шведского путешественника Пера Перссона где Ерлезунди, посланника до Василия Шуйского и автора «Московской хроники» («Regin Muschowitici Sciographia», 1615), трон был подарен Ивану IV Васильевичу персидским шахом Тахмаспом I и первоначально имел 600 алмазов, 600 изумрудов, 600 турмалинов, 600 сапфиров и 600 бирюз.
Современные эксперты Музеев Кремля указывают, что трон был сделан в Иране в начале XVII века и не упоминают других его владельцев, кроме Михаила Федоровича. Предположение о том, что он был преподнесен в 1629 году послом Маметом Селибеком от шаха Аббаса, сегодня вызывает сомнение.
Выглядит схоже с троном Алексея Михайловича и возможно, они составляли комплект.
В XVII  с. цари часто держали трон в обозе во время походов и смотров, поэтому он значительно пострадал и потерял золотые пластины на ножках и золотую подножку. Это зафиксировано уже в описаниях второй половины XVII ст. С тех пор он дошел до наших дней уже без потерь.
Во времена Петра I трон располагался в Успенском соборе Кремля и использовался для тронных церемоний российских цариц. В 1703 году он был сдан в Оружейную Палату. Трон царя Михаила Федоровича первой половины XVII в., хранящийся в Музеях Московского Кремля, использовался на протяжении XVIII—XIX столетий для проведения церемоний коронования российских императоров. В ходе коронаций Анны Иоанновны, Елизаветы Петровны, Екатерины II трон находился в Успенском соборе. В XIX в. во время коронаций он устанавливался сначала в Успенском соборе, а затем для проведения торжественных трапез после совершения обряда коронования переносился в Грановитую палату.

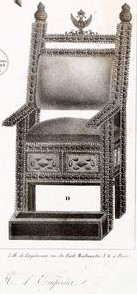
Трон царя Михаила Федоровича. Гравюра из Коронационного альбома императора Николая I от 22 августа 1862 года

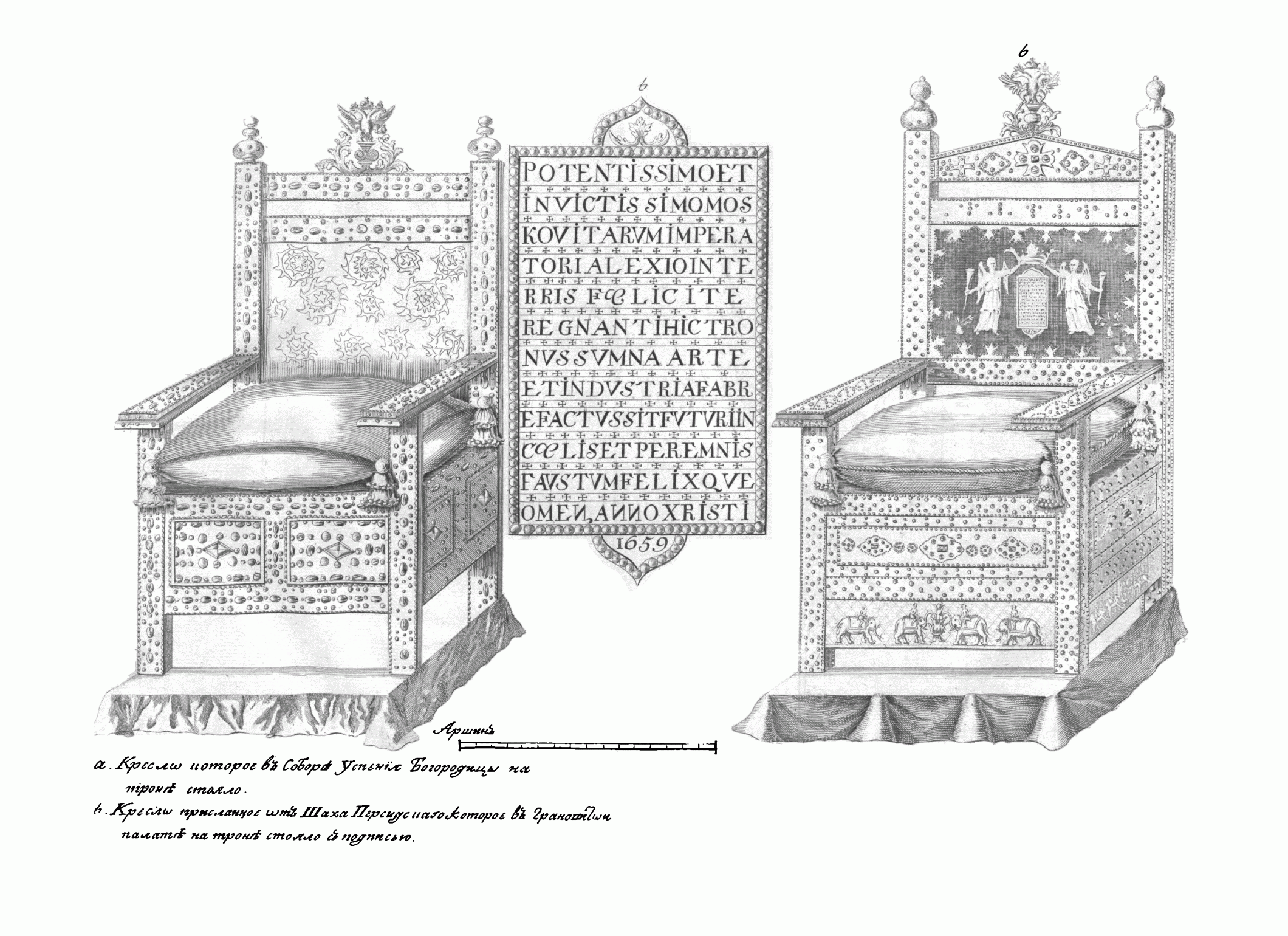
Троны царей Михаила Федоровича (слева) и Алексея Михайловича. Гравюра из Коронационного альбома императрицы Анны Иоанновны от 28 апреля 1730 году

Каталог 2018 года указывает, что предмет называется «троном Михаила Федоровича» всего лишь с 1807 года, когда он впервые был соотнесен с персоной первого русского царя из династии Романовых. После этой «атрибуции» именно в этом качестве он неоднократно использовался в церемониях императорских коронаций. Прежде он позиционировался, как «кресло которое в Соборе Успения Богородицы на троне стояло» и «кресла бывшие в соборе на троне».
Николай II выбрал его для своей коронации в 1896 году.

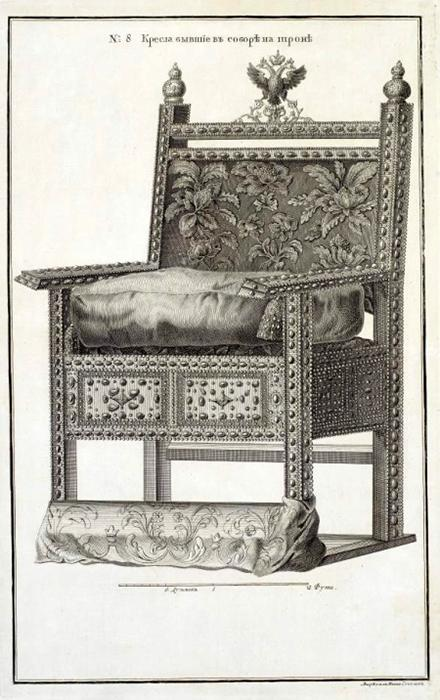
Трон царя Михаила Федоровича. Гравюра из Коронационного альбома императрицы Елизаветы Петровны от 25 апреля 1742 года

## Описание
Каталог 2018 года гласит: «атрибуцию данного артефакта нельзя считать окончательной: сегодня она представлена в нескольких вариантах. В одном трон считается образцом работы Мастерских Московского Кремля XVII века, в декоративном решении которого использованы драгоценные пластины иранского производства, предположительно XVI века. И. И. Вишневская второе положение уточняет: „Иран, Исфахан. Вторая половина XVI века (?)“. В других случаях трон позиционируется как произведение иранских придворных мастеров первой трети XVII века».
Традиционно считается, что это роскошное произведение восточного искусства было сделано в 1580-е годы в Персии, или, возможно — стране Великих Моголов. Однако «визуальный анализ памятника позволяет причислить его к образцам, выполненным под влиянием искусства Ренессанса», считают современные исследователи. В частности, в нём использованы кессоны.
Деревянная основа трона обложена чеканными золотыми пластинами, которые усыпаны драгоценными и полудрагоценными камнями и жемчужинами. В целом на троне сохранилось 1325 рубинов и турмалинов, 559 бирюз, 16 жемчужин, 28 сапфиров и 36 других драгоценных камней.
В 1640-х годах он, возможно был переработан русскими мастерами. Утерянные камни были заменены другими. В XVII веке цари часто держали трон в обозе во время военных походов и смотров, поэтому он значительно пострадал и потерял золотые пластины на ножках и золотую подножку. Это зафиксировано уже в описаниях второй половины XVII века. Налицо расхождения текущего вида трона с фиксацией в коронационных альбомах Анны Иоанновны, Елизаветы Петровны и в книге А. Ф. Малиновского.
Исследовательница Т. В. Филатова в 2014 году подытоживает, что трон до конца не исследован и даже не описан как следует.